# Kohnstein

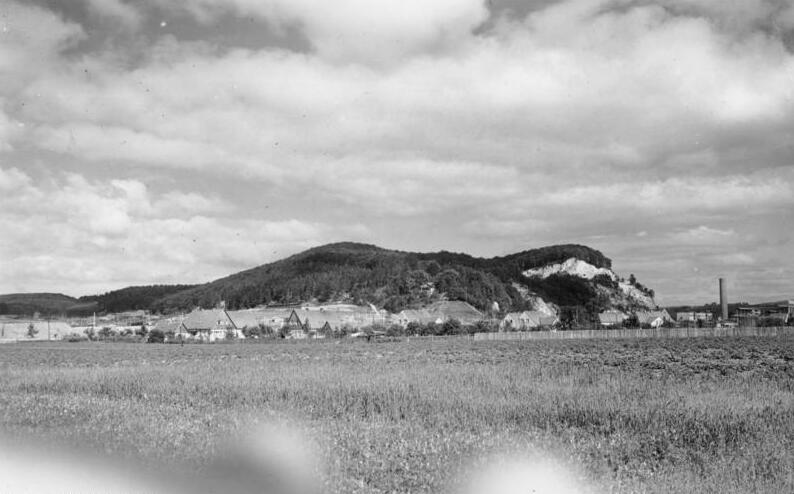
Kohnstein

Kohnstein este un munte cu altitudinea de 335 m deasupra n.m. El este compus din roci calcaroase formate din calcium sulfat (gips și anhidrit) situat în sudul regiunii Harz, nordul landului Turingia din Germania. Din punct de vedere administrativ cea mai mare parte a lui aparține de orașul Nordhausen, iar restul aparține de comuna Niedersachswerfen și orașul Ellrich. Kohnstein face parte din Parcul Național  Geo Harz – Braunschweiger Land – Ostfalen. Aici a fost exploatat prin anul 1860 în evul mediu gips, anhidrită, alabastru și o varietate de gips pur numit marienglas (sticla mariei). Rocile au luat naștere în urmă cu 299 - 251 milioane de ani în permian. Geologii au numit rocile sarea Werra, care a fost folosită și ca mortar sau ciment pentru construcții. În Kohnstein în timpul Germaniei naziste s-a folosit munca în condiții deosebit de grele a celor internați în lagărele de concentrare.